# Josef Šimon (kněz)
J.M. can. Josef Šimon (11. října 1923 Turnov – 15. dubna 2011 Kryry) byl český katolický kněz, politický vězeň, čestný kanovník kapituly sv. Štěpána v Litoměřicích.

## Životopis
Narodil se v Turnově, kde také absolvoval obecnou školu a osmileté gymnázium. Po maturitě v roce 1942 začal svá teologická studia pro službu v litoměřické diecézi. Vzhledem k událostem II. světové války, byl kněžský seminář přemístěn na zámek v Dolních Břežanech. Zde strávil jako bohoslovec tři roky života. Studium v Dolních Břežanech se konalo ve velké izolaci od okolního světa. Bohoslovcům nebylo dovoleno opouštět areál zámku. Po skončení války studoval jeden rok v Praze na Karlově univerzitě. Poslední rok studia absolvoval v Litoměřicích. Na kněze byl vysvěcen 29. června 1947 litoměřickým biskupem Antonínem Aloisem Weberem.
Po vysvěcení působil jako kaplan v Bozkově u Semil. Dále se stal kaplanem ve Frýdlantu v Čechách. V roce 1950 byl z politických důvodů odsouzen na dva roky.
Po propuštění z vězení od roku 1952 byl zpovědníkem řeholních sester ve Varnsdorfu. Na konci roku 1952 však byl nasazen k PTP.
Ke kněžské službě se vrátil v roce 1955. Nejdříve působil tři měsíce ve Varnsdorfu a poté se stal administrátorem farnosti v Jiříkově a ve Filipově.
V roce 1955 byl znovu odsouzen na další dva roky. Po propuštění z vězení se v roce 1957 vrátil zpět do Jiříkova a Filipova. V těchto farnostech pak sloužil následujících dvacet let. V letech 1977 až 2011 působil jako farář v Kryrech.
26. prosince 2010 byl litoměřickým biskupem Janem Baxantem jmenován a 12. února 2011 instalován čestným kanovníkem Katedrální kapituly u sv. Štěpána v Litoměřicích. Instalace se však osobně nezúčastnil ze zdravotních důvodů. Kanovnické insignie mu o měsíc později předal osobně litoměřický biskup Jan Baxant při návštěvě u lůžka. Zemřel v pátek 15. dubna 2011.
Pochován byl 20. dubna 2011, po zádušní mši v kostele sv. apoštolů Petra a Pavla v Podbořanech, na hřbitově v Kryrech.